# M/B Dunav
M/B Dunav je bio hrvatski teretni brod za prijevoz sipkog tereta. U svoje je vrijeme bio jedan od većih brodova za sipke terete hrvatskih brodara. Signalne oznake YTBD. Imao je još tri broda-blizanca, izgrađenih u istom brodogradilištu otprilike u isto vrijeme i nijedan nije doživio sličnu sudbinu. Naprotiv, M/B Drava je dugo još plovila u Jugolinijinoj floti.
Nestao je u olujnom nevremenu 28. prosinca 1980. godine. Tragedija ovog broda jedna je od najpoznatijih u povijesti hrvatskog pomorstva.

## Karakteristike
Bruto tonaža mu je bila 14711 BRT, a nosivost 24861 DWT. Motor je bio 5 cilindarski Grandi Motori Trieste - Fiat snage 10000 KS pri 126 o/min. Najveća brzina 15,8 čvorova, potrošnja goriva 34 tone/dan. Ukupni je kapacitet spremnika goriva bio 1834 metričke tone. Sagrađen je u talijanskoj La Speziji rujna 1973., a u trenutku porinuća bio je 25.259 dwt, namijenjen prijevozu suhih tereta, dužine 179 i širine 22,9 metara i mogao je razviti brzinu od 15 čvorova. Imao je sedam pregrada ispred strojarnice. Bio je prvi brod za prijevoz sipkog tereta u Jugolinijinoj floti.

## Posljednja plovidba
Posadu je na posljednjem putovanju vodio kap. Srećko Vukoša iz Rijeke. Brod je nestao u Tihom oceanu 28. prosinca 1980. godine. Pretpostavlja se da je potonuo približno 700 milja od japanske luke Yokohame i da je na dubini od 6000 metara.
Posljednji je put zaplovio 20. listopada 1980. iz kanadske luke Hamiltona. Usputno je pristao u američkoj luci Hampton Roadsu, potom je 9. prosinca doplovio u Los Angeles gdje je popunio zalihe goriva koje su mu bile potrebne za dugu plovidbu preko Tihog oceana. Dunav je prevozio 12.000 tona čeličnih proizvoda, 11.000 tona papira i druge robe ka kineskoj luci Tsingtau. Nakon dvadeset dana plovidbe našli su se usred snažne oluje, na najgorem mogućem mjestu, nasred Tihog oceana. Vjetar je bio orkanske snage 12 bofora, a valovi vrlo veliki.
Dunav je zadnji put dao svoju točnu poziciju 23. siječnja. koje je zaprimila američka organizacija AMVER koja redovito prati brodove i prema tim podatcima trebao je stići na odredište 31. prosinca. 25. siječnja 1980. meteorolozi su izvijestili da je na 36 stupnjeva sjeverno i 151 stupanj istočno izmjeren tlak od 978 milibara. Polje tog tlaka zraka kretalo se prema istoku, najvećom brzinom koju je mogao postići Dunav. Na 39 stupnjeva sjeverno i 153 stupnja istočno, bilo je drugo polje niskog tlaka zraka od 978 milibara, a između je bio međuprostor širine 200 milja gdje je vjetar postizao brzinu od 30 - 35 čvorova na sat u polumjero od oko 800 km. Nevrijeme je bilo uzrokovano sibirskom anticiklonon.
Do 28. prosinca 1980. brod je još bio u kontaktu s vanjskim svijetom. Ujutro u 7.30 po japanskom vremenu kapetan je uspio izvijestiti upravu Jugolinije da zbog oštećenja nastalih u nevremenu brod mora skrenuti s kursa i proslijediti u Yokohamu. Još poslije Dunav je uspio biti u kontaktu s drugim hrvatskim brodom, Banijom Atlantske plovidbe iz Dubrovnika. Tada je bio 700 milja od najbliže kopnene točke, rta Nojime u Japanu. Vijest o lošoj situaciji držalo se u tajnosti da se ne bi uznemiravalo javnost, budući da ne mora svaka pogibeljna situacija rezultirati fatalno. Dunavova situacija jest bila pogibeljna. Izvješće upravi spominjao se prodor mora u pramčano skladište i lomovi prednjih brodskih dizalica. Pri onakvim vremenskim uvjetima izgledi za spas broda i posade su vrlo mali. Javnosti se nije govorilo ništa punih pet dana. Tek 2. siječnja 1981. riječki je broda izvijestio da nema komunikaciju s brodom. Mogućnost fatalnog kraja uopće nije spomenuta. Narednih dana javnosti se izvješćivalo o intenzivnoj potrazi za Dunavom. Na koncu se Jugolinija oglasila 10. siječnja 1981. te je brod i posadu službeno prooglasila nestalima.
Javnosti je na novinskoj konferenciji prenesena informacija o 14-dnevnoj intenzivnoj potrazi, no te potrage nije ni bilo. Akciju traganja vodila je japanska Agencija za pomorsku sigurnost MSA (Maritime Safety Agency) koja je izvijestila još 4. siječnja da su pretraživali jednim patrolnim brodom i trima zrakoplovima te da su s obzirom na negativne rezultate zaključili potragu u zalaz sunca 1. siječnja 1981. godine, što znači da kad je Jugolinija prvi put objavila vijest o Dunavu pretraga već bila gotova. Poslije su svi brodovi koji su tuda plovili motrili na moguće tragove, no bez rezultata.
Područje je pretraživala japanska Obalna straža sa svojim brodovima i zrakoplovima. Onuda je prošao japanski tegljač Sun Arrow koji je tražio krmeni dio japanskog tankera Onomici Maru i koji je poslije susreta s hrvatskim brodom Moša Pijade tražio Dunav na povratku u Japan. Brod splitske Jadranske slobodne plovidbe Moša Pijade koji je onuda intenzivno plovio cik-cak prema 200 milja istočno od zadnje pozicije »Dunava«, jer se pretpostavljalo da je brod onamo otplutati zbog pretpostavljenog otkazivanja pogonskih srojeva, no bezuspješno. Razlog zašto se uporno i dugo tražilo te zašto se odmah nije izvijestilo o nestanku niti nagađalo o fatalnom ishodu jest taj što je norveški brod »Binsnes« pod liberijskom zastavom koji je plovio istim područjem također prestao se javljati u isto to vrijeme, 23. prosinca 1980. godine. I nakon 13 dana borbe s nevremenom sretno je uplovio u japansku lugu Kagoshimu 5. siječnja 1981. godine. Dotad je bila potraga za Dunavom, a nakon dva tjedna Jugolinija je prihvatila mogućnost tužnog ishoda te izvijestila javnost. Do danas nije nađen nikakvi trag, nikakvi ostatci broda niti išta što bi ukazivalo da se upravo na tom mjestu dogodila havarija. O ovoj su tragediji onda rijetki pisali ili istraživali pozadinu, jer su time riskirali da ih ondašnje vlasti prikažu sramotnim.

## Analize havarije
Silinu oluje koja je zahvatila taj dio Tihog oceana svjedoče izvješća koja su krajem siječnja 1981. odaslane u svijet iz Tokija u kojima je stajalo da je u vremenu od prosinca i siječnja u pomorju oko Japana nestalo čak stotinu brodova, a mnogi su bili havarirani.
Jedini je veći brod u povijesti hrvatskog brodarstva koji je nestao bez ikakvog traga. Službeno objašnjenje bilo je da je more prodrlo u pregradu br. 1 i balastne tankove te se u nevremenu prepolovio, a tome je pridonijelo i relativno nisko težište potpuno nakrcanog broda.
Nagađa se da su polomljene brodske dizalice krive za oštećenje pramca i tako omogućile prodor 
mora. No, rijetkost je da nevrijeme probije oplate tako velikog broda i potopi ga, osobito uzevši u obzir činjenicu da brod nije bio star, čak i za ondašnje prilike kad gradnje ni približno nisu bili tako kvalitetne kao danas. Nepoznato je u kakvom je stanju bio u trenutku havarije. Nagađa se i o mogućnosti utjecaja samog tereta koji je zbog prevrtanja u oluji mogao još više poremetiti stabilnost broda.
Brodovi za prijevoz sipkih tereta su iznimno stabilni, no u određenim situacijama mogu nestati u trenu, osobito brodovi većih tonaža. U slučaju prodora vode u skladišta vrlo su osjetljivi. Brod nije pun težinski, nego zapreminski te u brod gubi stabilnost slučaju da se određeni dio skladišta napuni morem od 12 do 24 posto njegove dužine. Preopterećenost pramca i uzgon vala mogu potopiti brod vrlo brzo, pri čemu je osobito bitna dužina, a ne visina vala. S obzirom na opterećenost, krutost (nisko težište), valove i more u brodu, brod se vjerojatno prelomio. Prevoženi teret, željezo i novinski papir predstavljali su neugodnu kombinaciju, jer su ostavljali mnogo praznog prostora koje je prodrlo more napunilo.
Kapetan je postupio prema pomorskim pravilima prema kojima se u slučaju oštećenja ili havarije plovi prema najbližoj luci spasa, što je Dunavu bila Yokohama. Prema nekim kasnijim analizama, bilo bi bolje da je postupio drukčije, jer je plovidbom prema najbližoj luci brod cijelo vrijeme plovio protiv vjetra i mora, što ga je usporavalo i usmjerilo 60 - 70 milja prema sjeveru. Da se okrenuo, bio bi prevalio trostruko veću udaljenost i ostavio oluju iza sebe. Analitičari su smatrali da se brod mogao spojiti s okolnim američkim bazama, budući da bi Amerikanci pomogli u svakoj situaciji.

## Popularna kultura
Hrvatski pjesnik David Kabalin Vinodolski posvetio je poginulim pomorcima pjesmu Sanjam te. Potonuće Dunava bilo je tema posljednje Latinice u 2009. godini.

## Vanjske poveznice
- Paluba.info o tragediji Dunava, preneseni tekst s Lokalpatrioti Rijeka "TRIDESET GODINA POSLIJE HAVARIJE BRODA »DUNAV« U KOJOJ SU ŽIVOTE IZGUBILA 32 HRVATSKA POMORCA "
- Paluba.info o tragediji Dunava
- Željeznice.net Svojstva broda blizanca
- Ednevnik Črni dan na Pacifiku pred 34-imi leti, 27. prosinca 2014.  Arhivirana inačica izvorne stranice od 23. prosinca 2015. (Wayback Machine) (na slovenskom)
- Fond solidarnosti M/B Dunav